# Juncus biglumis
Juncus biglumis — вид багаторічних кореневищних трав'янистих рослин родини ситникові (Juncaceae).

## Опис
Рослина висотою 0.25–1.6 дм. Пагони циліндричні в перерізі. Катафілів 2–4. Листки базальні, 1–4. Суцвіття головчасті 1, з (1)2(4) квітами, як правило перекриваються найнижчим приквітком. Капсули 3,2–4,5 мм, виїмчасті. Насіння жовтувато-коричневе, веретеноподібно-яйцювате, 0.7–0.9 мм, з коротким хвостом.

## Поширення
Вид поширений у Північній Америці (у т.ч. Гренландія), північній Європі й Австрії та Ліхтенштейні та помірній Азії. Виростає у вологих тундрових і замшілих краях ставків і струмків, мокрому гравію і відкритих, кам'янистих схилах в альпійській зоні.